# Souanké
Souanké är ett distrikt i Kongo-Brazzaville. Det ligger i departementet Sangha, i den nordvästra delen av landet, 700 km norr om huvudstaden Brazzaville.